# Escuela de samba
Una Escuela de samba es un tipo de agremiación popular que se caracteriza por dedicarse al canto y baile de la samba, casi siempre con un objetivo competitivo. Siendo un tipo de asociación que se originó en la ciudad de Río de Janeiro, actúan en espectáculos públicos, en forma de desfile mientras representan un enredo al son de una samba-enredo, acompañados por una batería. Sus integrantes -que pueden ser cientos o incluso miles- visten trajes alusivos al tema propuesto, desfilando la mayoría a pie y una minoría en "coches" sobre los que también se colocan esculturas de cartón piedra, así como otros elementos de utilería. 
Las escuelas de samba más conocidas son las de la ciudad de Río de Janeiro y su región metropolitana que desfilan en el Sambódromo del Marqués de Sapucaí y las de São Paulo que desfilan en el Sambódromo paulistano.  Estas escuelas ofrecen un suntuoso espectáculo que atrae a turistas de todo el mundo. Sin embargo, hay escuelas de samba en casi todos los estados brasileños y en muchos países del mundo. Son considerados uno de los principales, si no el principal escaparate del carnaval brasileño, y van tomando cada vez más un aspecto escénico con algunos componentes realizando dramatizaciones teatrales o coreografías.
La gran mayoría de las escuelas de samba, especialmente las de Río de Janeiro, tienen en su nombre la expresión Grêmio Recreativo Escola de Samba (representada por el acrónimo GRES) antes de su nombre real. En São Paulo, también es común su derivación: Grêmio Recreativo Cultural e Escola de Samba. Hay excepciones, como la "Sociedad" Rosas de Ouro y la tradicional [[ARES Vizinha Faladeira|"Agremiação Recreativa e Escola de Samba" Vizinha Faladeira. Esta estandarización en las nomenclaturas de las entidades se produjo en 1935 cuando las agrupaciones carnavalescas de Río se vieron obligadas a obtener un permiso de la Delegacia de Costumes e Diversões para poder desfilar. El delegado jefe, Dulcídio Gonçalves, decidido a dar un aspecto más organizado a los desfiles de las escuelas de samba, se negó a conceder el permiso a las asociaciones con nombres que consideraba estrafalarios, razón por la cual GRES Portela tuvo que cambiar a su nombre actual, en lugar del anterior "Vai Como Pode".
A diferencia del Desfile de las Rosas', evento cultural estadounidense, en el que la mayor parte del trabajo es realizado por costosos profesionales, el desfile de cada escuela de samba es considerado un esfuerzo comunitario. Mucho más allá de un grupo musical, las escuelas a menudo se han convertido en asociaciones de vecinos que cubren los problemas sociales de las comunidades que representan (como recursos educativos y atención médica).

## Historia

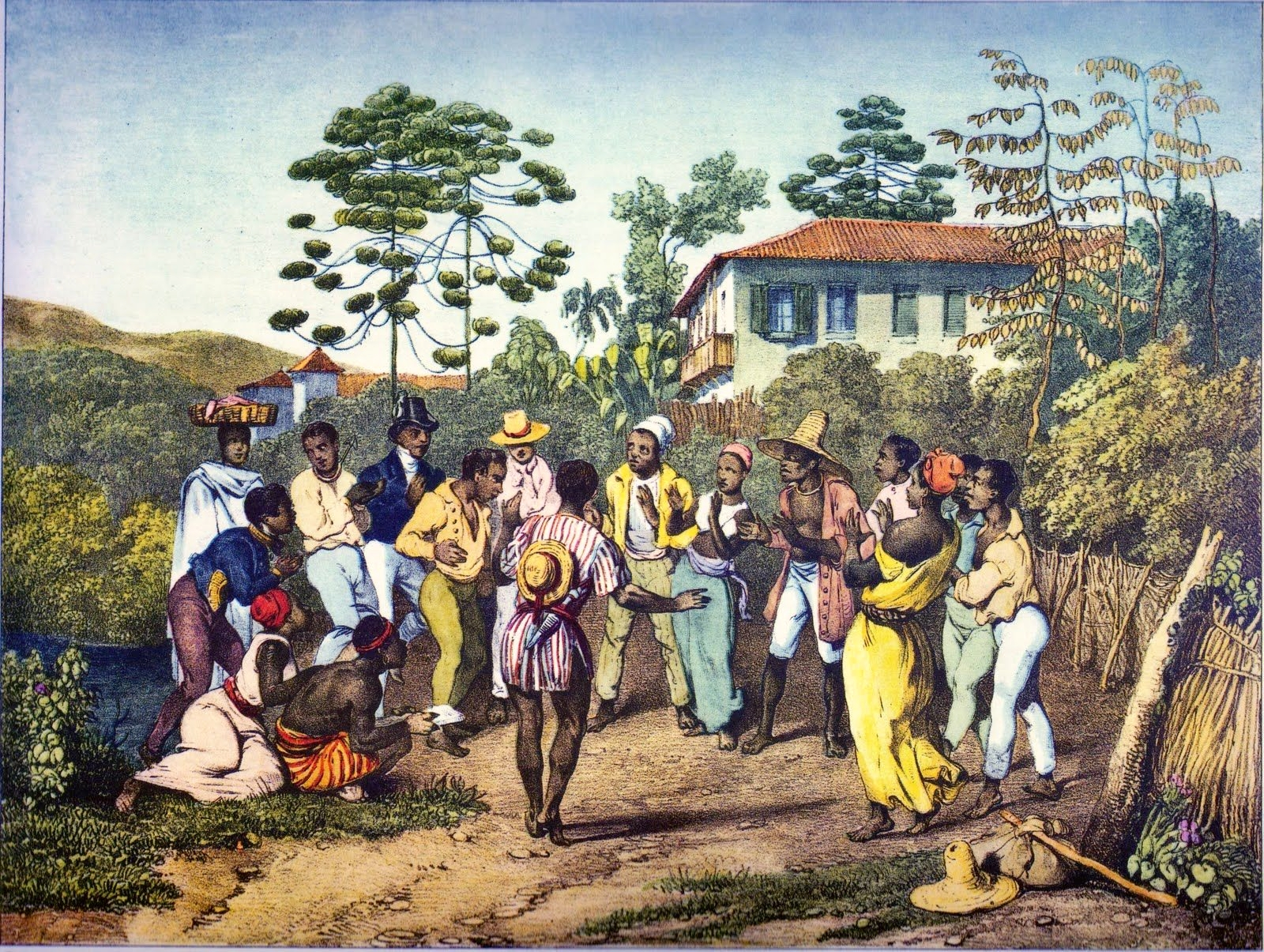
Batuque, de Johann Moritz Rugendas, 1822-1825

La aparición de las escuelas de samba está ligada a la propia historia del carnaval de Río, así como a la creación de la samba moderna, con el rancho carnavalesco como precursor. El "Rei de Ouros", creado en 1893 por Hilário Jovino Ferreira, fue el primer rancho carnavalesco, responsable de introducir novedades como el enredo, personajes como la pareja de mestre-sala y porta-bandeira y el uso de instrumentos de cuerda y viento. Los bailarines de samba del barrio de Estácio, con la fundación de Deixa Falar en 1928, organizaron las bases de las actuales escuelas de samba. Entre ellos Ismael Silva, con su idea de crear un bloco carnavalesco diferente que pudiera bailar y evolucionar al son de la samba.
El primer concurso de samba se remonta a 1929, celebrado en casa de Zé Espinguela, donde ganó el Conjunto Oswaldo Cruz, y en el que también participaron Mangueira y Deixa Falar. Algunos consideran que este fue el hito en la creación de las escuelas de samba.
Sin embargo, entre 1930 y 1932, sólo eran consideradas una variante de los blocos, hasta que en 1932 la revista Mundo Sportivo, del periodista Mário Filho (hermano del dramaturgo Nelson Rodrigues), decidió organizar el primer Desfile de Escuelas de Samba, en Praça Onze. En la redacción del periódico - que también albergaba a compositores de éxito como Antônio Nássara, Armando Reis y Orestes Barbosa - surgió la idea de organizar un desfile de carnaval. El periódico, que había sido inaugurado el año anterior por Mário Filho, estaba perdiendo lectores tras el final del campeonato de fútbol de 1930; por este motivo, el periodista Carlos Pimentel, muy vinculado al mundo de la samba, tuvo la idea de organizar un desfile de escuelas de samba en Praça Onze, que en aquella época eran referidas entre comillas..

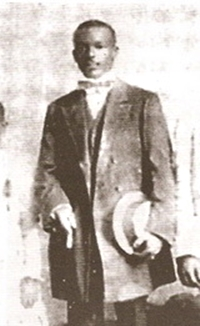
Hilário Jovino Ferreira, creador del primer rancho carnavalesco, que habría dado origen a las escuelas de samba

Por invitación de Mundo Esportivo, asistieron 19 escuelas. El periódico estableció criterios para juzgar las escuelas participantes. El tradicional "ala das baianas" (en español: "sección de bahianas") era requisito indispensable para concursar y las escuelas, todas con más de cien integrantes, debían presentar sambas inéditas y no utilizar instrumentos de viento, entre otros requisitos.
La escuela vencedora fue la Estação Primeira da Mangueira mientras que el segundo lugar fue para el grupo carnavalesco de Osvaldo Cruz, hoy Portela. El éxito hizo que el concurso siguiera siendo oficial en Praça Onze hasta 1941. Con el tiempo, las escuelas de samba aprovecharon muchos elementos traídos por los ranchos, como el enredo, la pareja mestre-sala y porta-bandeira y la comisión de frente, elementos a los que Ismael Silva, cuando creó Deixa Falar, se opuso..
Sin embargo, las contribuciones de Deixa Falar -que en realidad nunca desfiló como escuela de samba- fueron fundamentales para establecer las principales características de las escuelas actuales. Entre ellas: el género musical (samba moderna), el cortejo capaz de desfilar samba, el conjunto de percusión, la prescindencia de instrumentos de viento, y el ala de baianas.
Con el ascenso del nacionalista Getúlio Vargas, y la fundación de la União Geral das Escolas de Samba en 1934 - aunque la marginalización de la samba persistió durante algún tiempo - las escuelas comenzaron a expandirse y a ganar importancia dentro del carnaval carioca, suplantando a los ranchos y a las sociedades carnavalescas en la preferencia del público, hasta extinguirlos. El papel de Pedro Ernesto de Recife fue decisivo para el éxito del evento: cuando era alcalde del entonces Distrito Federal, se convirtió en el primer político en dar apoyo financiero al carnaval como parte de un proyecto destinado a convertir a Río de Janeiro en una potencia turística, y en 1935 reconoció y oficializó los desfiles.
No pasó mucho tiempo antes de que las escuelas de samba se expandieran a otros estados con la fundación en 1935 de la Primeira de São Paulo, la primera escuela de samba de São Paulo. Las competiciones oficiales de escuelas de samba en la capital paulista comenzaron en 1950 con la victoria de Lavapés, pero antes hubo otros torneos a nivel municipal y estadual.  A principios de los años 60, con el declive de los cordões carnavalescos en São Paulo, algunas de estas agrupaciones, como Vai-Vai y Camisa Verde e Branco también se convirtieron en escuelas de samba. 
En Porto Alegre, la primera escuela de samba "moderna" fue la Academia de Samba Praiana que, en 1961, revolucionó el desfile de Porto Alegre. Hasta entonces existían bloques, cordones y tribus carnavalescas. Praiana fue la primera escuela de samba de Río Grande del Sur en introducir parcelas, alas, baianas, mestre-sala y porta-bandeira y otras características de las escuelas de samba de Río de Janeiro.
En 1952, el Grupo de Acceso fue creado por primera vez en Río de Janeiro debido al gran número de escuelas previstas para el desfile. Ese año, el desfile del grupo de acceso (Grupo 2, actual Serie A) fue realizado y juzgado pero el desfile del grupo principal (Grupo 1, actual Grupo Especial), se realizó bajo una intensa lluvia y se anuló su juzgamiento, razón por la cual no hubo descenso, apenas el ascenso de las escuelas clasificadas en primer lugar en el Grupo 2.
En 1953, a partir de la fusión de la UGESB y la FBES, se creó la Asociación de Escuelas de Samba de la Ciudad de Río de Janeiro, que organizaría el desfile hasta la creación de LIESA, liga formada por las escuelas de samba de la división principal que pasó a llamarse Grupo Especial. En 2008 surgió LESGA, liga fundada por las escuelas del segundo grupo que en el 2012 pasó a llamarse LIERJ. La creación de LIESA inspiró entidades similares en otras ciudades, como LIGA-SP. 
En 1984, en Río de Janeiro, durante el gobierno de Leonel Brizola, se construyó el Sambódromo, espacio definitivo para la presentación de las escuelas de samba, obra muy criticada por las Organizaciones Globo. La recién creada Rede Manchete transmitió el desfile y alcanzó el primer lugar en audiencia.  Años después, en São Paulo, la alcaldesa Luiza Erundina hizo lo mismo creando el Sambódromo de Anhembi.
Hoy en día, muchas otras ciudades de todo Brasil también tienen su sambódromo, incluyendo Manaus, por ejemplo, que en 1993 tuvo su desfile transmitido en vivo a todo el país por Rede Manchete, Porto Alegre con el Complexo cultural do Porto Seco, Vitória com el Sambão do Povo  y Florianópolis con la Passarela Nego Quirido 

### Caracterización
Por tratarse casi siempre de grupos de locales, en su mayoría de comunidades pobres o suburbios, las escuelas de samba suelen representar a un determinado barrio, o grupo de barrios en un desfile que suele ser de carácter municipal, donde todas o al menos las principales escuelas de la ciudad se reúnen para competir por el título de mejor del año. En este desfile son juzgados por un comité de jueces elegidos previamente por sus responsables o por la organización representativa.
Actualmente, los sobres con las puntuaciones se cierran después del desfile y se pide secreto sobre la evaluación hasta el día del recuento cuando los directores y miembros principales, así como los simpatizantes, van a un lugar predeterminado para hacer el recuento de las puntuaciones y se conoce el campeón del año. El día del recuento, la valoración final de los jueces puede verse alterada por la aplicación de ciertas penalizaciones a las que todos ellos están sujetos por incumplir determinadas normas como la obligación de desfilar a una hora determinada, la exhibición de un número mínimo de componentes y la prohibición de que alguno de ellos se presente completamente desnuda. 
Aunque los desfiles de las escuelas de samba tengan un caracter municipal, no es raro que algunas entidades pasen de desfilar en la ciudad donde tienen su sede a municipios vecinos. Las escuelas de samba Brasil y X-9, ambas de Santos, ya han ganado el carnaval de São Paulo, mientras que en Río de Janeiro, Grande Rio, Porto da Pedra, Unidos da Ponte, Beija-Flor y Viradouro son escuelas de samba de ciudades de la región metropolitana de Río de Janeiro que desfilan en la capital. 

### Escuela madrina
Una escuela madrina es una escuela que, según la tradición carnavalesca, "bautiza" a un grupo más joven. Este bautizo es un ritual que se remonta a los primeros carnavales cuando las organizaciones que participaban en las fiestas en nombre del "Dios Momo" sacramentaban sus símbolos (estandartes y banderas) en solemnes rituales. Las sociedades carnavalescas, bloques carnavalescos, ranchos, choros y cordões carnavalescos fueron considerados "paganos" en su creación, de ahí la necesidad del ritual.
La tradición se extendió a las escuelas de samba que, según la tradición, deben "someterse al solemne ritual del bautismo, para que puedan entrar en la pasarela de asfalto, en pleno Carnaval, debidamente sacramentadas.” Las nuevas escuelas de samba son bautizadas a través de sus símbolos por sus padrinos o madrinas, que pueden ser personas físicas o entidades mayores. En el caso de estas últimas, están representadas por sus respectivos presidentes. En el ritual, el abanderado de la escuela pagana, acompañado por el respectivo mestre-sala, porta la bandera oficial para el sacramento. La escuela madrina estará representada por su presidente, acompañado por el mestre-sala y la porta-bandeira que llevará la bandera oficial de la escuela.

## Desfile

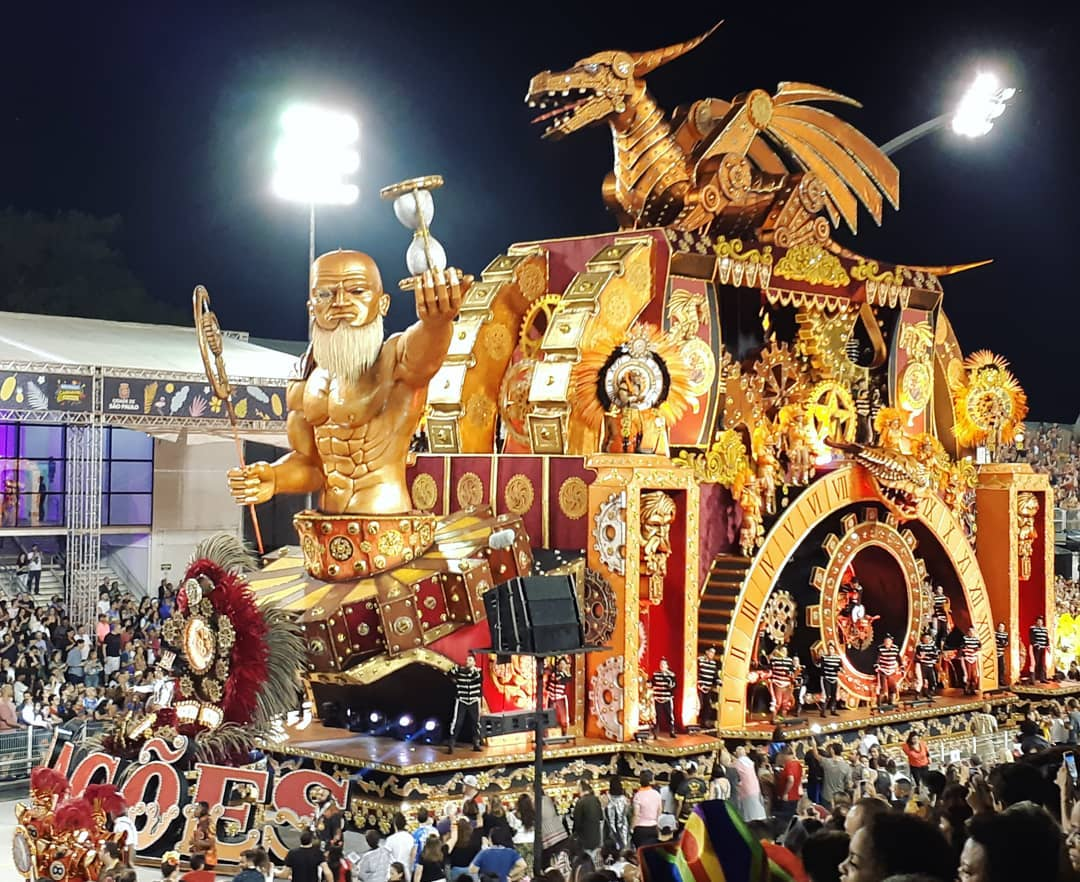
Desfile de la escuela de samba Dragões da Real, durante el Carnaval de São Paulo, en el Sambódromo de Anhembi

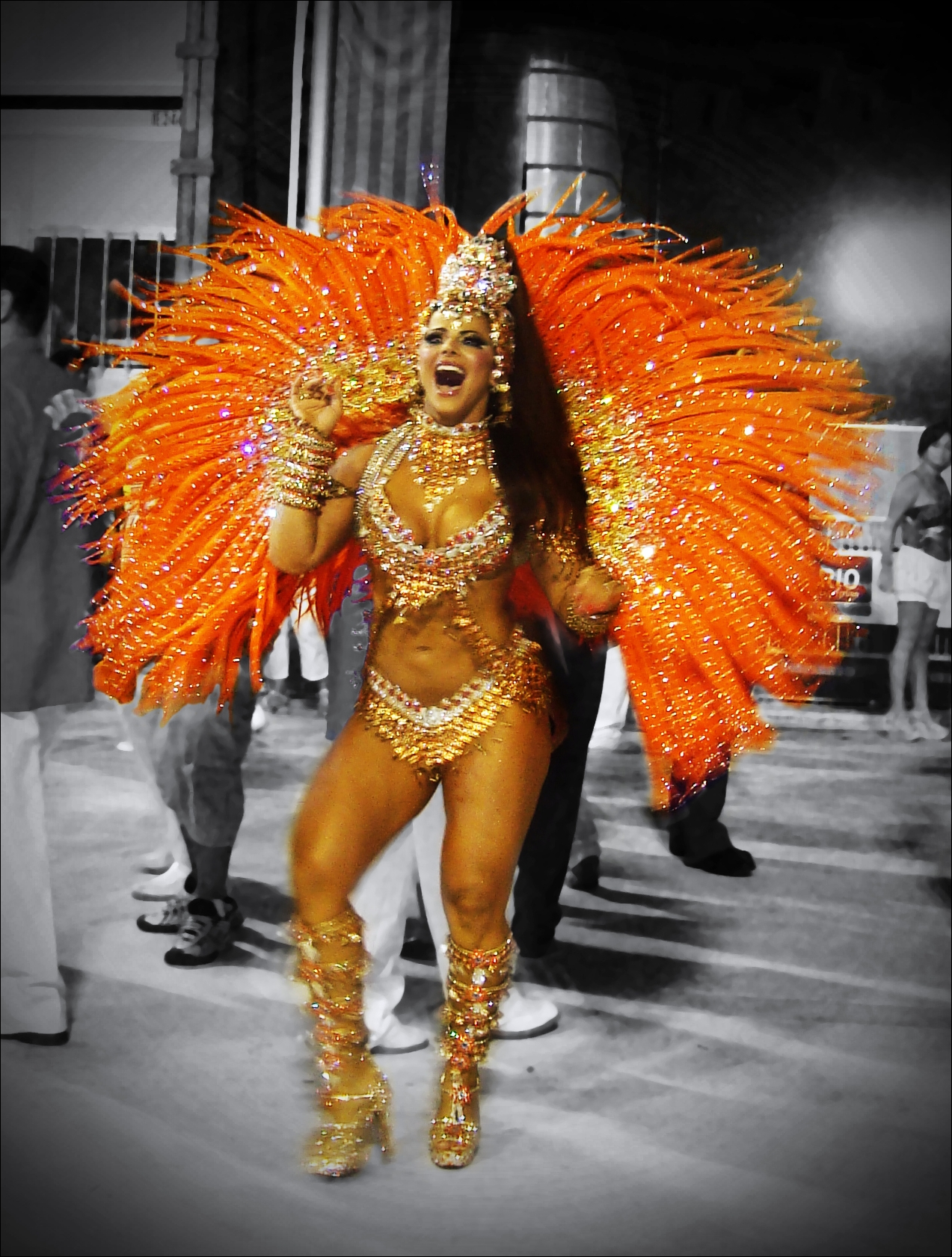
Viviane Araújo, reina de bateria de la escuela de samba Acadêmicos do Salgueiro, en el Desfile de Campeones

En las principales ciudades, un desfile de una escuela de samba dura actualmente alrededor de una hora por escuela, con algunas variaciones según las reglas impuestas por la organización del respectivo carnaval. En el Grupo Especial de Río de Janeiro, el desfile tiene un tiempo máximo de una hora y quince minutos, en São Paulo el límite máximo es de una hora y cinco minutos.  Mientras que el grupo especial de Porto Alegre tiene una duración máxima del desfile de sesenta minutos y un mínimo de cincuenta minutos. Relojes con cronómetros están diseminados a lo largo de la pista para marcar el tiempo entre la salida del primer componente de la concentración y la llegada del último componente a la dispersión, cuando finalmente se cierra la puerta y el desfile termina oficialmente.

### Concentración
La "concentración", también llamada "calentamiento", es el momento previo al inicio del desfile en el que todos los componentes se movilizan esperando su turno para entrar en el recorrido del desfile. Mientras la escuela anterior cierra su desfile al final de la pista, otro micrófono se enciende al principio de la pista, para que los responsables de la escuela que va a desfilar puedan transmitir un mensaje a su comunidad como desearles suerte y pedir dedicación a los componentes, entre otros mensajes de este tipo. También se cantan sambas más antiguas y conocidas y comienzan a sonar los tambores, en una especie de calentamiento. .
Después del final de un desfile, el narrador anuncia la próxima escuela con su respectivo argumento, y el sonido del micrófono, antes restringido a sólo una parte del sambódromo, se libera para que todos en las gradas puedan oír. A continuación se canta el "alusivo", seguido del "grito de guerra", tras lo cual comienza el desfile propiamente dicho y el cronómetro empieza a correr.
Los "alusivos" son canciones que los líderes de la samba-enredo cantan durante el calentamiento. El alusivo en sí es el recitado de una o dos frases que parafrasean el propio argumento de la escuela para ese año, pero también se les llama así al samba-hino de la escuela, a la samba-exaltação o a la samba de quadra.
Ejemplos de sambas que suelen cantarse, año tras año, en las reuniones, son las de Camisa Verde e Branco, de Unidos do Peruche, de Gaviões da Fiel, da Nenê de Vila Matilde, da Estação Primeira de Mangueira, de Estácio y de Beija-Flor de Nilópolis.
Los gritos de guerra son expresiones típicas utilizadas por cada cantante para anunciar el inicio del desfile y llamar a cada miembro de la escuela de samba a cantar con la mayor determinación posible. En general, los intérpretes tienen su propio grito de guerra personal, que llevan consigo cada vez que se trasladan a otra escuela, o cuando defienden una samba en una eliminatoria en una escuela que no es la suya. Existen, sin embargo, gritos de guerra vinculados a la escuela y no al cantante de samba, como el "¡Canta X, canta X, canta X-9!“ de X-9 Paulistana o "Olha a Beija-Flor aí gente, chora cavaco!", vinculada a Beija-Flor, pero creada e interpretada por Neguinho da Beija-Flor, que siempre ha acompañado a la escuela. Otro ejemplo es "Isto sim é a tradição!", de Tradição.

## Requisitos
Varios elementos forman parte de la caracterización de un desfile de una escuela de samba, algunos de los cuales son requisitos a las que los jueces deben dar puntuación. Otros, como el ala de las baianas, no se evalúan como requisitos pero pueden hacer que la organización pierda puntos de todos modos si no se presentan.

### Comisión de Frente

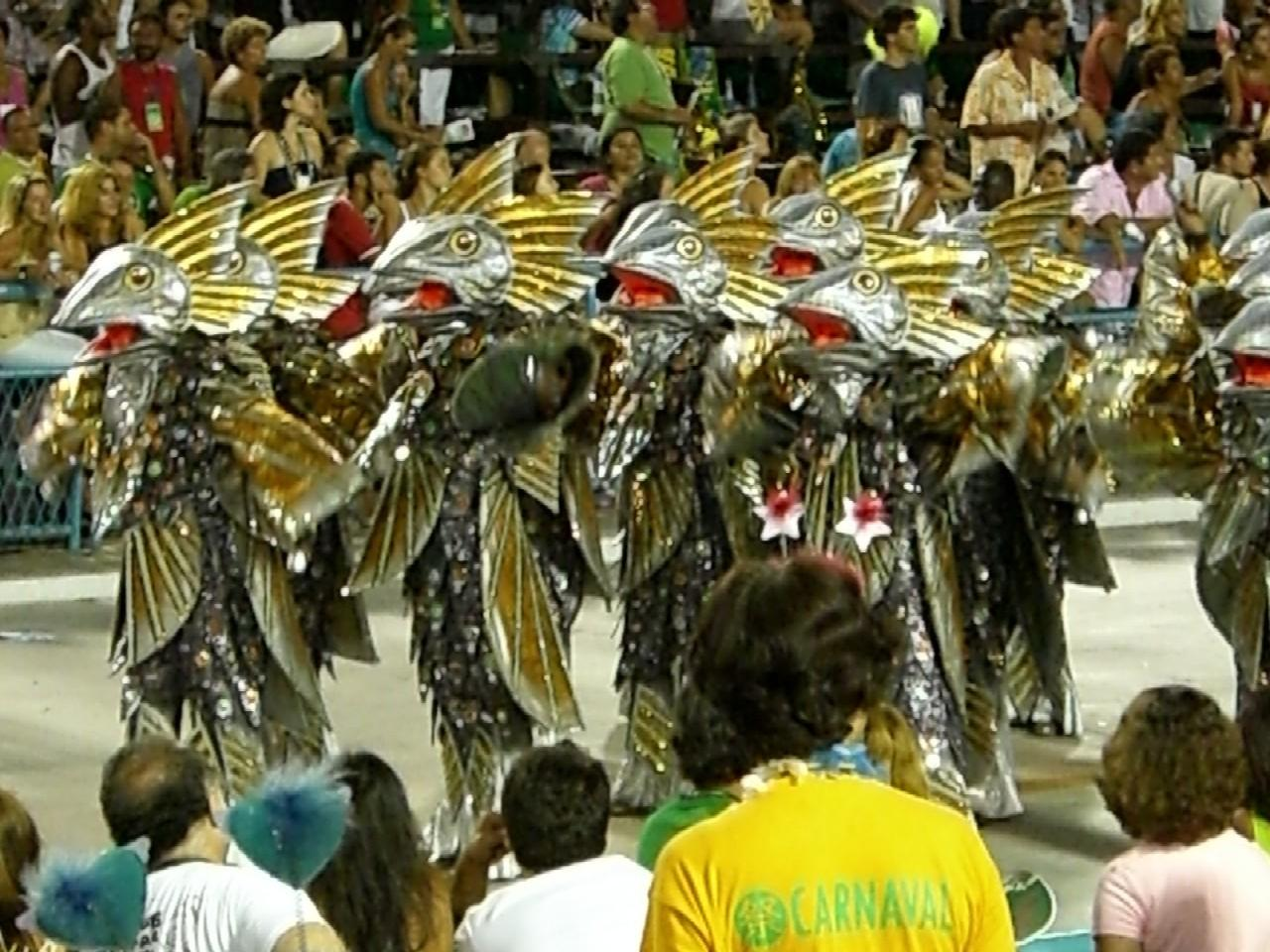
Comisión de frente vestida de bacalao en el desfile Imperatriz Leopoldinense 2007

La comisión de frente es la primera línea de la escuela, el primer grupo de componentes en desfilar y es un requisito obligatorio que se debe presentar en el desfile. Está conformada por unas diez o quince personas que realizan una rutina coreografiada, introduciendo el enredo. A excepción de la comisión de frente, no existen otras reglas relativas al orden de los elementos durante un desfile de una escuela de samba.
Las comisiones de frebte ya formaban parte de las sociedades carnavalescas con este nombre, y posteriormente se incorporaron a los ranchos y cordões carnavalescos. Funcionando como una especie de maestro de ceremonias del desfile, dando la bienvenida al público y presentando la escuela. Las comisiones de frente de las escuelas de samba han sufrido innumerables cambios a lo largo del tiempo. En sus primeros años, estaban formados por un grupo de hombres, normalmente los directores de la escuela, que salían a la fachada de la escuela vestidos con sus mejores galas y saludaban al público. Se dice que a veces llevaban palos en las manos, cuyo principal objetivo era defender a su grupo de los rivales..
La escuela de samba Portela introdujo las comisiones más refinadas en las que sus miembros desfilaban con ropa elegante, incluyendo ocasionalmente esmoquin y sombrero de copa, un modelo que pronto fue copiado por otras escuelas. Esto formaba parte de la política de su miembro más ilustre, Paulo da Portela, que creía que los bailarines de samba debían ir siempre bien vestidos para disipar la imagen negativa que las clases altas tenían de ellos, ya que blocos y cordões, antecesores de las escuelas, tenían fama de peleas y reyertas callejeras.
Vizinha Faladeira, en la década de 1930, intentó innovar trayendo las comisiones en limusina y montadas a caballo, como en las grandes sociedades. Al principio, esto fue muy criticado incluso por la comisión juzgadora en el único año en que ganó la escuela de Santo Cristo, porque alegaba que, aunque había seguido el reglamento al pie de la letra, consideraba que tales recursos eran ajenos a lo que una escuela de samba debía mostrar. En 1938, la comisión de frente pasó a ser un elemento reglamentado. Con la llegada de artistas plásticos a las escuelas, muchas cambiaron de forma, ya que las comisiones eran muy parecidas entre sí. Como consecuencia, los trajes formales se sustituyeron por trajes vinculados a la trama, con pasos marcados ensayados por bailarines profesionales. A finales de los años noventa, la presencia de artistas de circo, grupos de teatro, el uso de maquillajes especiales con muchos efectos visuales y el uso de trípodes fue masiva.
A finales de los años 70, con la liberación de las costumbres, aparecieron comisiones formadas por mujeres semidesnudas, cuyo principal hito fueron las mulatas escultóricas del carnaval de 1979 de Imperatriz Leopoldinense. Un modelo que pronto fue copiado, pero la tendencia creciente fue mostrar comisiones cada vez más ricamente vestidas, con movimientos coreográficos cada vez más elaborados. Esto no significa que las comisiones de frente tradicionales hayan desaparecido: la Portela, por ejemplo, mantuvo la tradición de utilizar la Velha Guarda hasta la década de 1990 y algunas escuelas todavía utilizan este tipo de comisión de vez en cuando, como fue el caso de Rosas de Ouro en 2003. Hasta hoy, el reglamento de los principales desfiles no obliga a las comisiones de frente a actuar dentro de la parcela.

### Alegorías y atrezzo

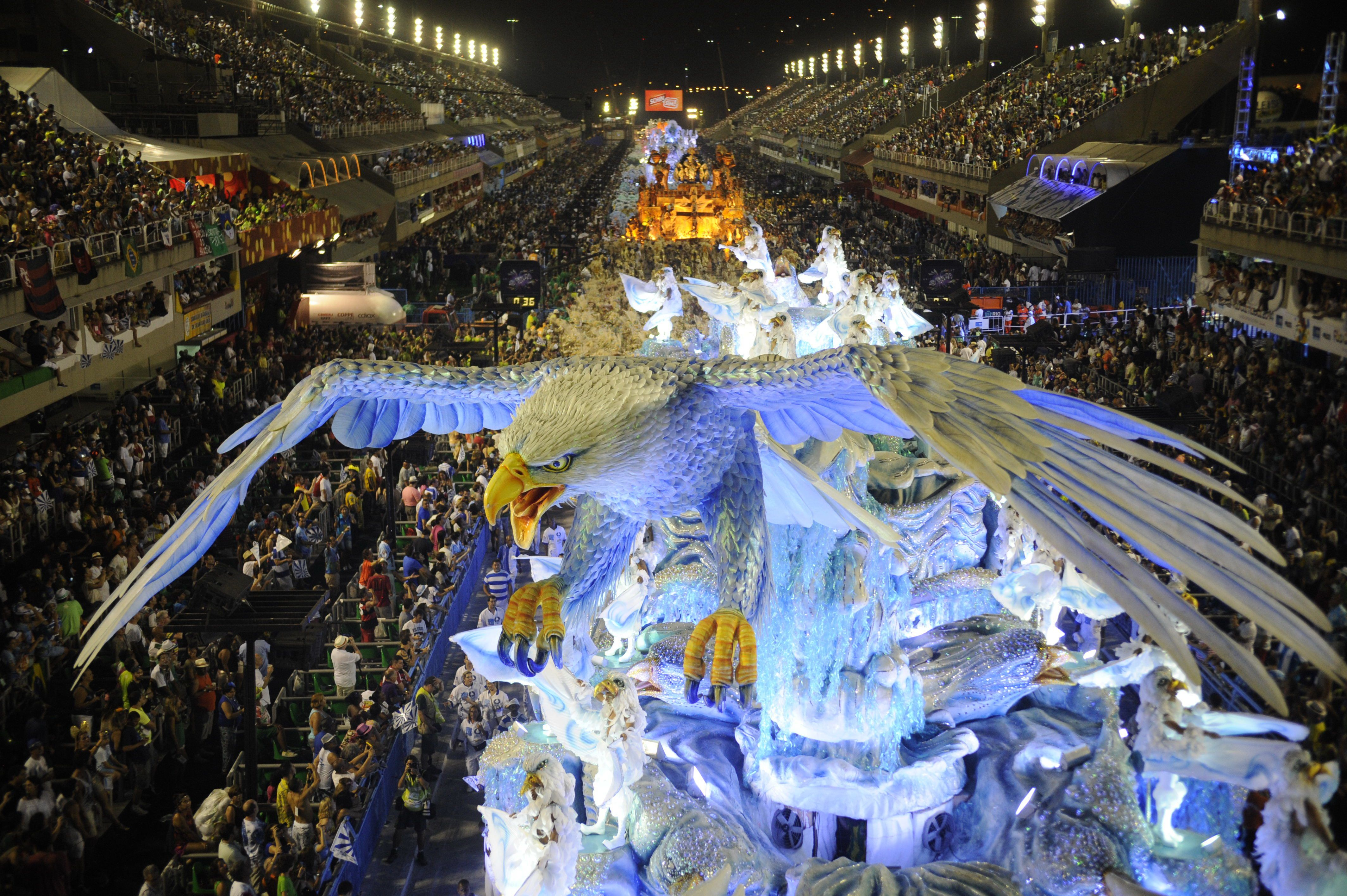
Carro alegórico de Portela durante el desfile de carnaval de 2014

La categoría alegoría consiste en carros con eje de hierro adornados de esculturas de madera, plástico, poliestireno, entre otros materiales, decorados para representar los elementos del enredo. En el Grupo Especial de Río de Janeiro, las carrozas no superan actualmente los ocho metros y cincuenta centímetros de ancho, pero ahora pueden superar los nueve metros y ochenta centímetros de altura, debido al derribo de la torre de televisión que se encontraba entre los sectores 9 y 11 del Sambódromo. En lo alto de las carrozas suelen desfilar varias personas, llamándose "destaques" a los que ocupan los lugares más altos, puede haber "semidestaques" y se denominan "composiciones" a los demás que completan los espacios de cada "queijo" (como se denominan los espacios donde se asignan los componentes). Generalmente, los destaques visten lujosas túnicas confeccionadas por ellos mismos. En los puestos inferiores, las "composiciones" llevan trajes más sencillos y componen el resto de la carroza.
La primera carroza del desfile se llama carroza "abre-alas", y el nombre de la escuela suele estar estilizado en la parte delantera. Algunos colegios, como Portela por ejemplo, lucen siempre su símbolo en la carroza (en el caso de esta escuela, el águila), independientemente del argumento del enredo que presentan. Las carrozas más grandes pueden alcanzar hasta 13 metros de altura y 60 metros de longitud, lo que en ocasiones dificulta su entrada al lugar del desfile. Estos coches suelen ser empujados por personas, que se sitúan debajo o detrás de la carroza. No están permitidas las carrozas tiradas por animales, y durante la década de 1990 se prohibieron las carrozas motorizadas debido al riesgo de incendio.

### Evolución, Armonía y Conjunto
La "evolución" es una categoría en la que se juzga la velocidad y la forma cómo desfilan los componentes de la escuela de samba: si bailan animadamente, giran, se mueven, y si pasan de forma compacta, cerca unos de otros, de modo que quien mire desde arriba tenga la impresión de que la escuela es un solo cuerpo, una línea continua. Los componentes no están obligados a "sambar", pero sí deben moverse. Es costumbre penalizar a las escuelas que sufren cambios bruscos en la velocidad de su desfile, a veces desfilando demasiado rápido, a veces demasiado lento.
En la categoría de "armonía" se evalúa la interacción entre el canto del intérprete oficial y el de los componentes. Las escuelas donde los integrantes no cantan la samba, o la cantan mal, reciben notas más bajas.
La categoría de "conjunto" estuvo ausente durante muchos años pero volvió a los desfiles de Río en 2000. En realidad es una visión general de toda la escuela, de manera uniforme, donde un grupo de jueces evalúa toda la interacción entre las diversas categorías. En 2006, la AESCRJ aprobó la fusión de las categorías Evolución, Armonía y Conjunto en una nueva categoría: "Conjunto Armónico". Sin embargo, esta experiencia no se repitió en los años siguientes. En Río de Janeiro, una votación entre los presidentes de las agrupaciones que componen el Grupo Especial decidió prohibir la categoría "conjunto" en el carnaval de 2015, decisión que se ha mantenido hasta ahora.

### Enredo
Como característica de los desfiles, el "enredo" (argumento) suele elegirse a principios de año, justo después del carnaval, y es válido para el carnaval del año siguiente. Mientras tanto, basándose en el tema principal, los diseñadores del carnaval deben escribir una sinopsis que guiará la producción de los disfraces, alegorías y la composición de la samba-enredo. En esta categoría, los evaluadores deben juzgar lo bien que la escuela ha explicado su argumento durante el desfile, basándose en estas otras categorías. También se castiga la presentación de la sinopsis, cuando va dirigida a los jueces, que contenga algún error de información, o cuando hay un error en la presentación, ya sea en su orden o por su falta.

### Samba-enredo
Se debe juzgar si la samba cuenta bien la historia, si tiene una buena melodía y una letra interesante, si es rica musicalmente y si no tiene vicios de idioma ni errores de concordancia. Las sambas que no reúnen estas características suelen ser penalizadas recibiendo menor puntuación. La samba de cada escuela es elegida tras un concurso interno dentro de la misma, donde cantantes o grupos de samba crean sus sambas, basándose en el argumento previamente definido. Tras inscribirse, compiten entre sí y, a lo largo de varios fines de semana, algunos son eliminados hasta que sólo queda una canción. En Río de Janeiro, las composiciones para las eliminatorias internas suelen grabarse en agosto. En octubre, se graba el álbum del Grupo Especial con las sambas elegidas por cada escuela en la voz del intérprete oficial. También se valora si la samba es fácil de entender para el público, y si los componentes cantan de forma armónica.
Hasta 2007, en el Grupo Especial de São Paulo, la categoría de samba-enredo se juzgaba dos veces, dividiéndose en letra y melodía, teniendo cada una el mismo peso que las otras.

### Mestre-sala y porta-bandeira

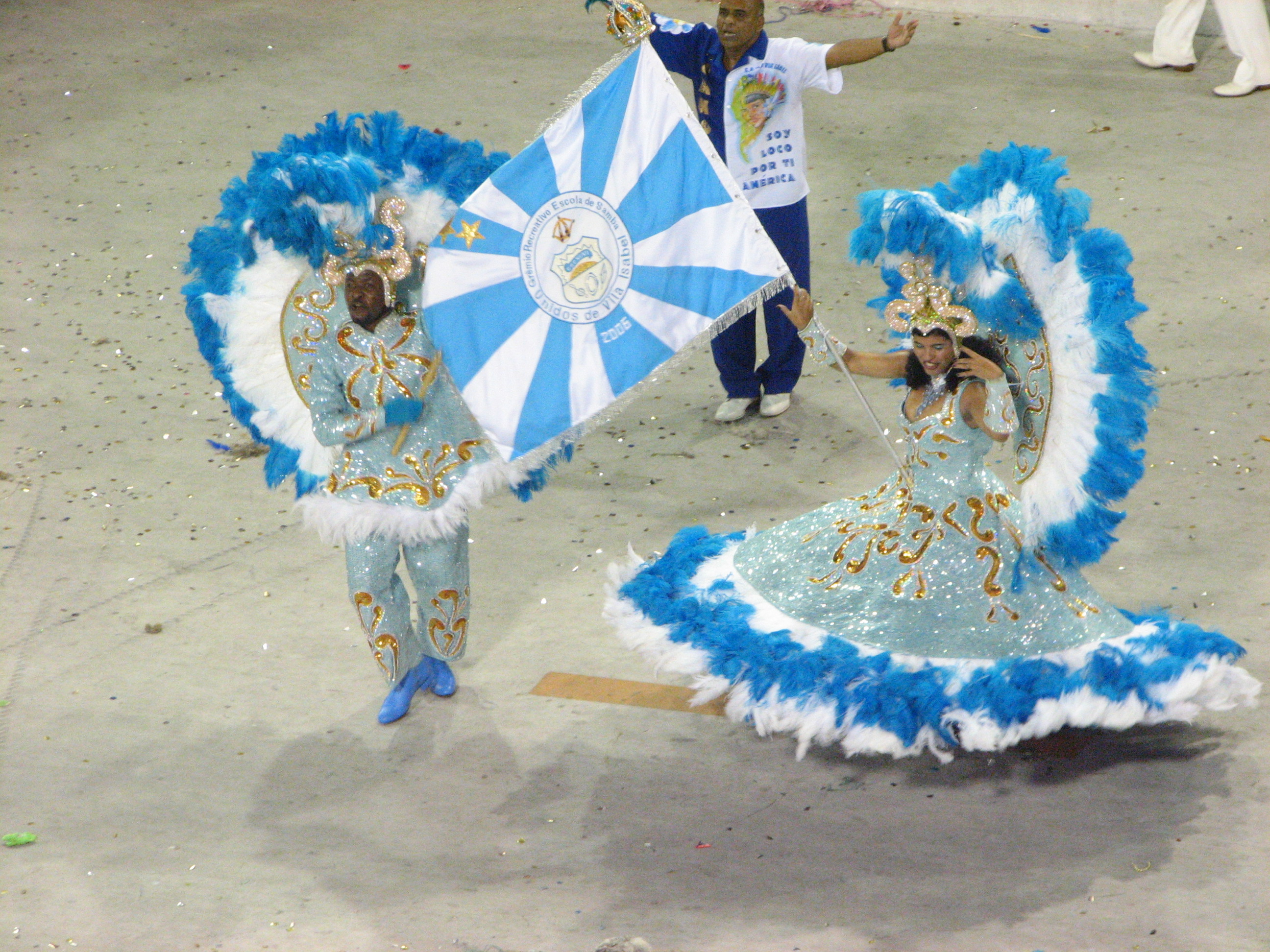
Mestre-sala y porta-bandeira de Unidos de Vila Isabel en el Carnaval de 2006

El término mestre-sala parece provenir de los bailes de carnaval del siglo XIX, en los que había un profesional responsable de la organización de la sala al que se llamaba "maestresala". Sin embargo, en realidad podemos retroceder en el tiempo y darnos cuenta de que hubo muchos reyes que nombraron a un noble de su máxima confianza que ocupó este cargo de forma permanente y vitalicia para dirigir todas las ceremonias importantes. Correspondería hoy al cargo de jefe de protocolo de una casa real o de la Casa de la Presidencia de la República. En Portugal, la familia Almada lo ostentó durante seis generaciones, de padres a hijos, hasta que terminó con el III conde de Almada. Pero ya entonces, en el reino de Portugal, al menos durante la dominación filipina, existía este papel y título como funcionario.
En cuanto a la porta-bandeira, el nombre era una adaptación natural del antiguo "porta-estandarte", personaje, generalmente masculino, que portaba los pesados estandartes de las agrupaciones carnavalescas brasileñas.
El mestre-sala y la porta-bandeira, en samba, son una pareja que ejecuta un determinado baile especial y debe presentar con gracia la bandera de la escuela. Sus trajes se asemejan a los típicos trajes de gala del siglo XVIII, pero "carnavalizados", es decir, con una cantidad exagerada de colores y adornos. En un momento determinado del desfile, se detienen ante la caseta del jurado para presentar su baile, donde son calificados. Está prohibido que ambos se den la espalda al mismo tiempo, y errores como dejar caer un sombrero o resbalar pueden suponer la pérdida de puntos.
Hoy en día, desde al menos la década de 1990, las escuelas del Grupo Especial de Río suelen desfilar con tres o cuatro parejas de mestre-sala y porta-bandeira, pero sólo la primera de ellas es evaluada, siendo las otras dos o tres meramente decorativas, y opcionales. Suelen existir para representar a la escuela en determinados eventos, cuando la pareja principal no puede asistir. Una de estas parejas puede estar formada por niños o adolescentes, denominándose así "pareja mirim".
La bandera o pabellón portado por el 1º abanderado es siempre la bandera principal de la escuela, con los colores y símbolo que la representan. Las demás parejas pueden desfilar con una variante de la bandera oficial o una bandera temática de acuerdo con el tema de ese carnaval, como ocurre en los desfiles de São Paulo.

### Bateria

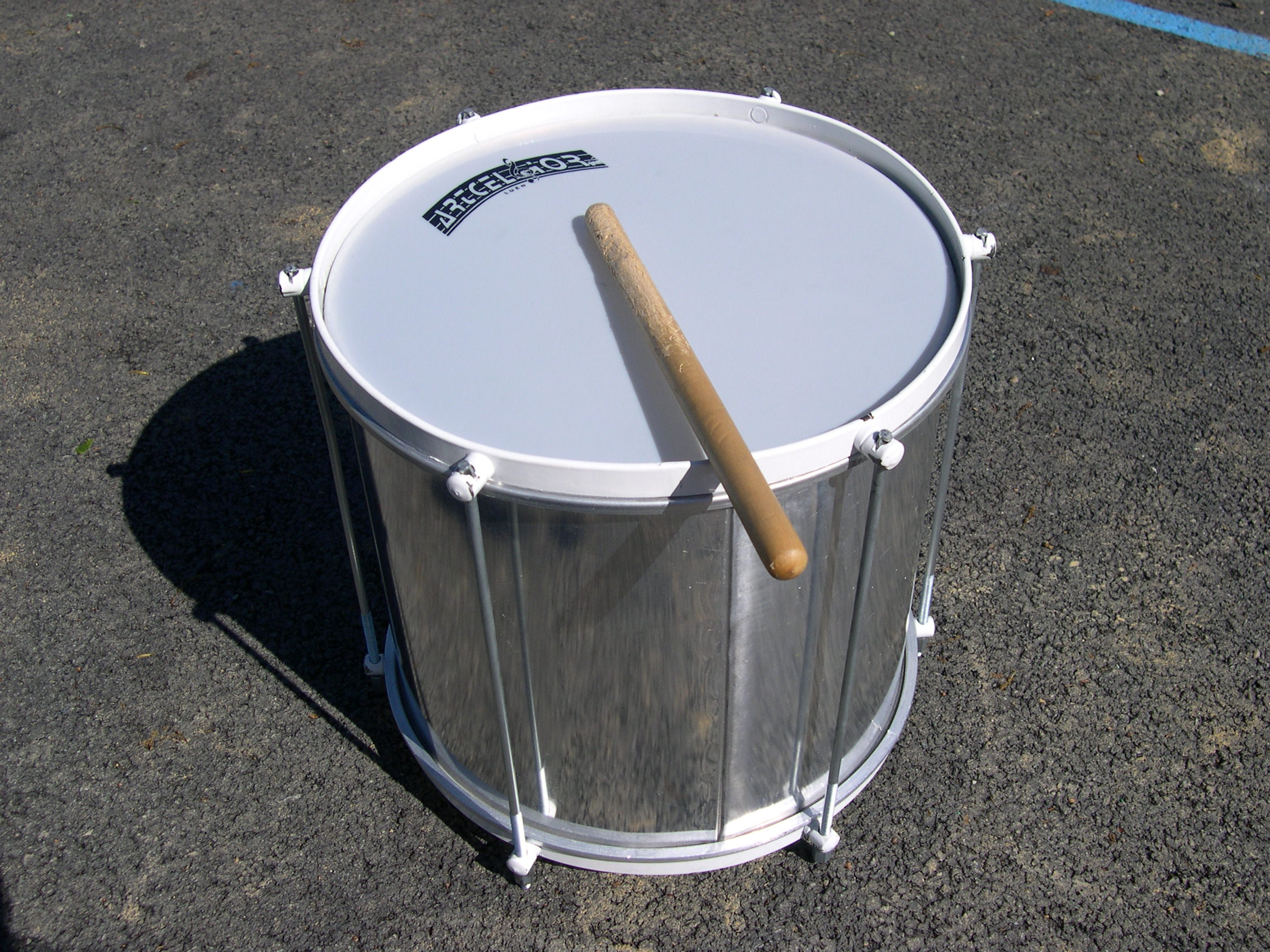
Uno de los instrumentos de percusión de una batería de escuela de samba: el repinique

Es una especie de orquesta con instrumentos de percusión, que debe acompañar el canto y llevar el ritmo del desfile. Cuanto más rápido y con un ritmo más fuerte tocan los tambores, más rápido suelen desfilar los miembros por lo que existe una asociación vital entre este elemento y el de la evolución. En el grupo especial carioca, cada escuela cuenta actualmente con una media de 250 a 300 instrumentistas, también conocidos como ritmistas . La categoría "batería" debe ser calificada por "el mantenimiento regular y el sostenimiento de la cadencia de la batería en consonancia con el Samba-Enredo; la perfecta combinación de los sonidos emitidos por los diversos instrumentos; la creatividad y versatilidad de la batería".
Los siguientes instrumentos suelen formar parte de una batería de escuela de samba: Surdo de primeira, Surdo de segunda, Surdo de terceira, caixa de guerra, repique, chocalho, tamborim, cuíca, agogô, reco-reco, pandeiro, y prato. 
Existen variaciones en esta composición, por ejemplo, Mangueira no utiliza el surdo de segunda, sólo el surdo de primeira, mientras que Império Serrano enfatiza los agogôs.
En los años 60 surgieron las "paradinhas" del Mestre André, el famoso director de la Mocidade Independente de Padre Miguel, que fue en realidad el creador de este "efecto musical", que se producía durante el transcurso del desfile. En un momento determinado, normalmente cuando se estaba tocando el estribillo central, los tambores dejaban de sonar de repente, dejando la samba sólo al cavaquinho y a la voz de los componentes para volver de forma sorprendente y emocionante. El efecto esperado, considerado bello por los críticos, es también arriesgado ya que aumenta las posibilidades de que la samba se "cruce", término utilizado por los bailarines de samba para referirse a los errores, generalmente graves, cometidos por los componentes de la escuela que regresan en el punto equivocado de la letra de la samba en detrimento de los demás que cantan "junto" al intérprete de la escuela ("puxador"). En el Carnaval de 2012, Mangueira interpretó una paradinha de 50 segundos, que se conoció como la "paradona de Mangueira".
En 1997, la sensación del desfile fueron los tambores de Viradouro al mando de Mestre Jorjão que, en varios momentos del desfile, interpretaron durante unos instantes el ritmo del funk. Diez años después, la misma batería desfiló encima de una carroza. 

## Otros elementos

### Mestre de batería
Como cualquier orquesta, las baterías de las escuelas de samba también tienen su director que, en este caso, es el "mestre de bateria". El mestre tiene sus asistentes que, a su vez, se llaman "directores". Algunas escuelas tienen no sólo uno sino dos mestres de batería. También existe el cargo de presidente de batería, que en su día ocupó Ivo Meirelles en Mangueira, y la comisión de batería, que es cuando no hay un solo director de batería responsable de la escuela sino un grupo de varios directores que juntos deciden los caminos de la agremiación.

### El corte de la batería

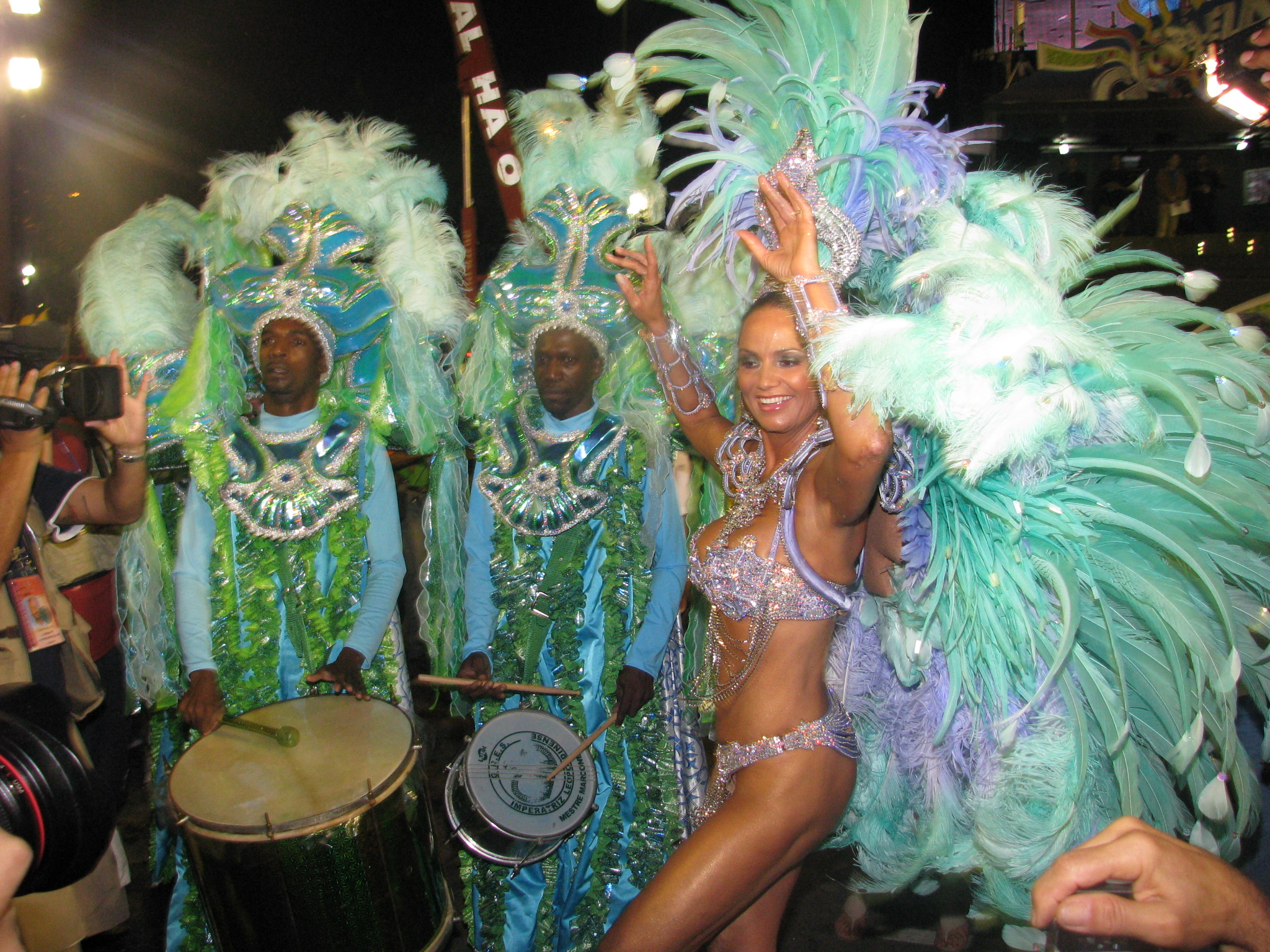
Luiza Brunet, ex reina de batería del Carnaval de Río

También son elementos destacados la reina de la bateria  y sus derivados: madrinha, musa, y princesa, especies de cargos figurativos donde personas de la comunidad o incluso a veces artistas famosos son elegidos para desfilar delante de los tambores de la banda.
La figura de las reinas de la batería surgió en la década de 1970 cuando la Adele Fátima pasó a liderar la batería de Mocidade Independente, un hecho inédito hasta entonces que se popularizó en la década siguiente con la modelo carioca Monique Evans. En 1985, Evans fue la primera persona "famosa" en asumir el cargo de reina de la batería. Hoy son las figuras más célebres que siempre serán recordadas como las "Reinas Eternas del Carnaval" (por la prensa) de las escuelas de samba. Monique Evans, de Mocidade, Luma de Oliveira, de Viradouro, Luíza Brunet, de Imperatriz y Viviane Araújo, de Salgueiro son las más destacadas reinas de la batería. Algunas escuelas ya han introducido también la figura del rey de batería.
La "madrinha de bateria" es similar a la reina, y ambas se confunden a menudo. Muchas escuelas crean los dos cargos para honrar a un mayor número de personas ya que, en los años 80, el hecho de que muchas escuelas favorecieran con el cargo a artistas ajenos al día a día de la escuela, en detrimento de las niñas de la comunidad, provocó discusiones y polémicas en los medios de comunicación. En teoría, el cargo de madrina debería ofrecerse a mujeres de importancia en la historia o en la vida cotidiana de la escuela siendo un título vitalicio que no cambia cada año, como el cargo de reina, pero no siempre es así.

### Ala de passistas
Formada por chicas y chicos de las comunidades de una escuela de samba. Son el propio samba-no-pé dentro de una escuela de samba. Llevando el carnaval a sus raíces con alegría y relajación, no sólo tocan en la avenida, sino que también animan a cantar y entusiasman a los demás miembros. El papel del passista en un desfile es seducir al espectador bailando samba con ropas diminutas y mostrando sus bellas formas. El passista interpreta el papel del pícaro, del bohemio. Para las chicas, ser passista es el primer paso para convertirse en Rainha de Bateria, aunque no siempre es así. A diferencia de otros papeles en las escuelas, las passistas no siempre cobran, como mucho reciben un disfraz. Cuando forman parte del grupo de espectáculo de la escuela, pueden cobrar, pero aún así es muy raro que esto ocurra.

### Ala de Baianas

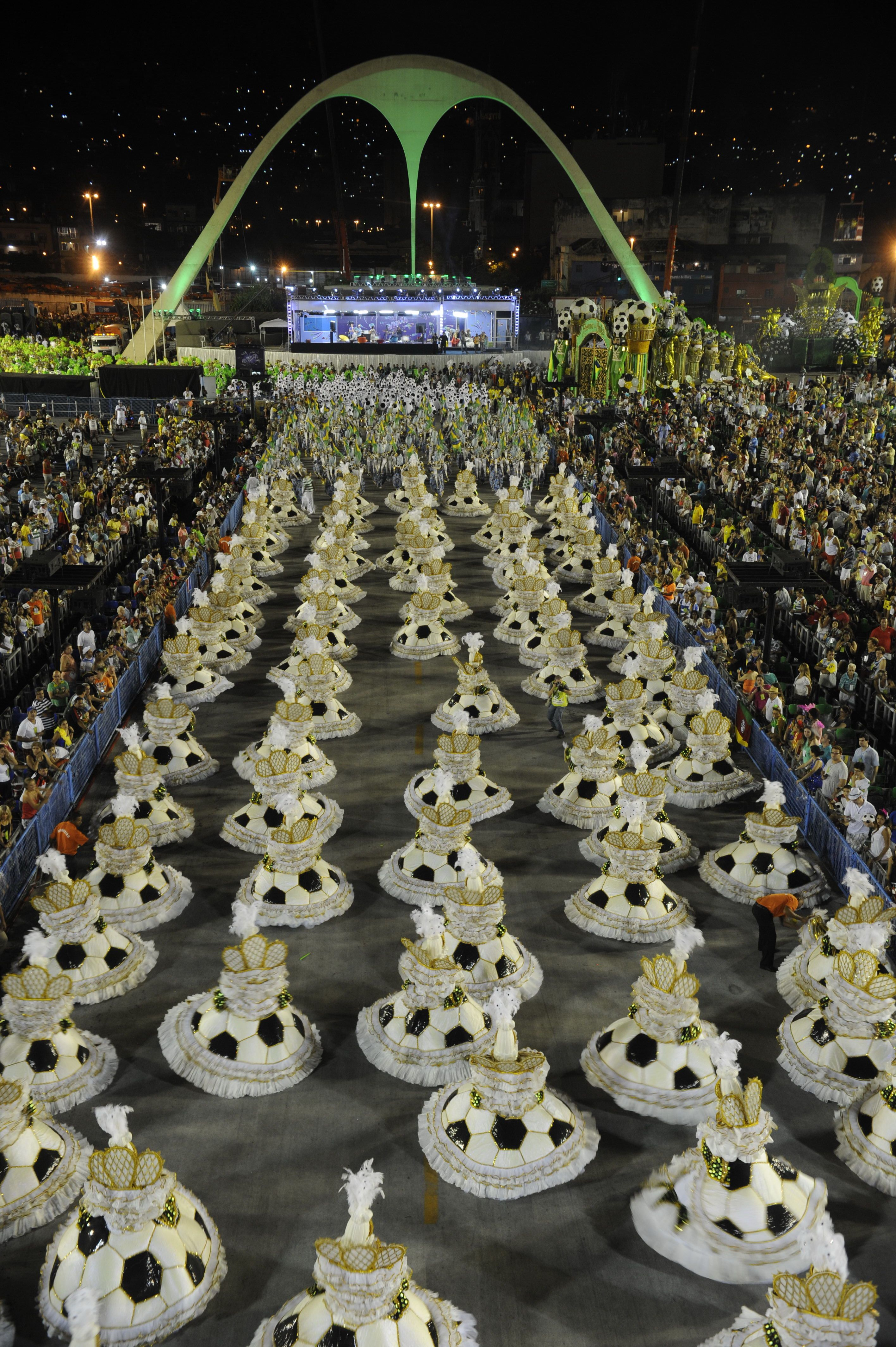
Ala de baianas en Sapucaí, Río de Janeiro

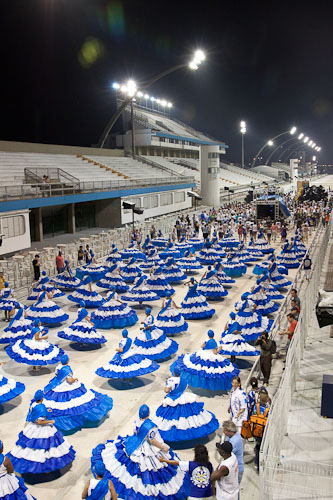
Ala de baianas en el desfile de Águila de Ouro el 2012

El ala de baianas es considerada una de las más importantes en una escuela de samba. Está formada preferentemente por señoras vestidas con ropas que recuerdan las antiguas tias baianas de los primeros grupos de samba de principios del siglo XX en Río de Janeiro. Se introdujo en el desfile en la década de 1930 como homenaje a las "tías" de la samba, que acogían en sus casas a los bailarines de samba en una época en que el ritmo estaba marginado. Es un ala obligatoria en todos los desfiles de las escuelas de samba, aunque no sea un elemento oficial en ninguno de ellos. Los trajes de las baianas cuentan para puntos en la categoría de "traje" y su forma de desfilar cuenta para puntos en la categoría de "evolución" pero cada escuela debe presentarse con un número mínimo de baianas. En los años 40 y 50, era común que los hombres desfilaran vestidos de baianas. Esta práctica fue prohibida en Río de Janeiro en los años 90 pero fue autorizada por la AESCRJ, en los grupos de acesso a partir de 2006. 
El atuendo clásico de la baiana consiste en un torso, una bata, una tela trasera y una falda redonda. Sin embargo, a menudo vemos baianas con disfraces insólitos, como novias, la Estatua de la Libertad, seres del espacio, globos terráqueos o pozos de petróleo. En el Carnaval del 2010, el pleno de la AESCRJ aprobó que el ala de baianas pasara a ser una categoría para las escuelas de samba de los grupos de acceso pertenecientes a dicha liga sin embargo la idea fue posteriormente desechada.

### Galería Velha Guarda
La Velha Guarda es un grupo de bailarines de samba de edad avanzada, a menudo fundadores de las escuelas, que ya no ocupan puestos dentro de la jerarquía de la escuela sino que constituyen un departamento separado y desfilan en el carnaval en posiciones de honor, sin vestir trajes convencionales de Carnaval sino ropa de gala típica de los bailarines de samba como trajes con los colores de la escuela y sombreros estilo Panamá.  La vestimenta está inspirada en la ropa usada por Paulo da Portela y según el sambista e investigador Nei Lopes tiene su origen en los zoot suits usados en los Estados Unidos por negros y latinoamericanos durante los años 30 y 40. 
En 2005, la tradicional Guardia Vieja de Portela fue impedida de desfilar durante el Carnaval con el argumento del presidente de la escuela de que el desfile se retrasaba y la escuela sólo podría salir de la pista después del tiempo máximo permitido, lo que le restaría muchos puntos. Esto causó gran repercusión y revuelo entre los bailarines de samba.

### Intérprete

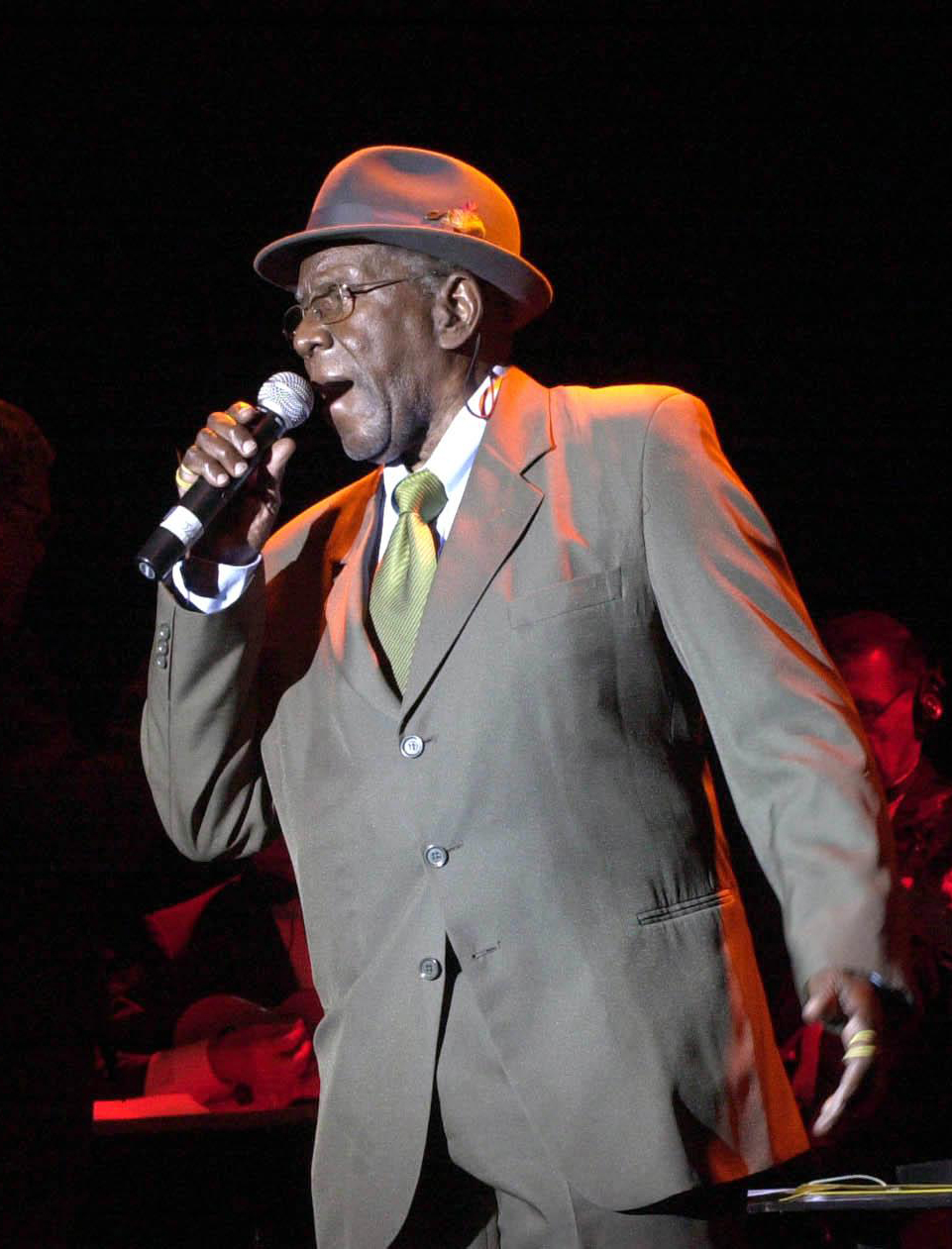
Jamelão (1913-2008), elegido en 1999 intérprete carioca de carnaval del siglo.

Es el profesional responsable del tempo de la samba-enredo durante el desfile normalmente asistido por un grupo de coristas que desfilan al lado o encima del carro de sonido. Portando un micrófono, normalmente más potente que el de los coristas, su voz destaca por encima de la de los demás miembros de la escuela, lo que le permite cumplir su objetivo de marcar el tempo de la canción.
El término tradicional "puxador" se basa en el principio de que la samba, durante el desfile, no debe ser interpretada por una o pocas personas, sino cantada por toda la escuela, y que la canción sólo debe ser "puxada" (en español: "iniciada") por el grupo minoritario. Además, muchos creen que el puxador es una categoría especial de intérprete, capaz no sólo de dar su interpretación a una samba sino también, y sobre todo, de animar a la propia escuela y al público.
A partir de la década de 1990, Jamelão, de Mangueira, comenzó a criticar el término tradicional intentando sustituirlo por una nueva terminología: "Intérprete de samba-enredo". En palabras de Jamelão, "puxador" sería alguien que "puxa fumo, puxa carro, puxa-saco" (en español: "expulsa humo, empuja carro, tira bolsas"), lo que en su opinión era un término despectivo. Desde entonces muchos comentaristas y cadenas de televisión han sustituido el primer término por el segundo pero, no obstante, el primero sigue existiendo.
Otra polémica que sigue siendo frecuente en relación con los intérpretes es la cuestión de si sería ético o no que el intérprete oficial de una escuela participara en la competición interna de su propia organización. Algunas escuelas lo prohíben, pero dejan que sus profesionales participen en las eliminatorias de otras escuelas. En la actualidad, las escuelas han optado por dos o más intérpretes que juntos forman la voz oficial de la escuela.

### Carnavalesco
Es el profesional responsable por la concepción y desarrollo del argumento a ser presentado por una escuela de samba, así como por la concepción, desarrollo y construcción de las alegorías y disfraces relacionados al argumento propuesto. En algunos casos, los carnavalescos desarrollan el enredo a partir de un tema propuesto por la dirección de la escuela de samba. En otros, proponen el tema ellos mismos, a partir de una idea original propia. Muchos carnavalescos tienen formación o relación con artes plásticas, artes escénicas, teatro o danza.
La Comisión de Carnaval, por otro lado, se da cuando no es un solo carnavalero el responsable de la escuela, sino un grupo de varios carnavalescos que deciden juntos la dirección de la escuela. Hoy en día, la Comisión de Carnaval no sólo dirige el carnaval sino que también gestiona otros sectores de las escuelas de samba.

### Directores
Es el nombre con el que se puede denominar al presidente de la escuela, presidente de honor y patrón. También se puede denominar así a los directores de carnaval. Un director de carnaval es un director de escuela de samba que transmite las directrices de la filosofía carnavalesca de la escuela a los profesionales que contratan, interviniendo en la elección de los diversos miembros de los sectores, a veces incluso en el enredo, coordinando también la nave donde se realizan las alegorías, la compra de material, los pagos y el desarrollo de todo el proyecto de la escuela. No es raro que los directores de carnaval sean profesionales remunerados. Muchos también forman parte de la junta directiva de la escuela de samba como fue el caso de Laíla en Beija-Flor.
También puede referirse al director de armonía, que es un término utilizado originalmente para conceptualizar a un director de escuela de samba que tiene la misión de ordenar el desfile y coordinar la evolución de las escuelas de samba, evitando aglomeraciones o espacios amplios y, sobre todo, asegurando el cumplimiento del horario. Los directores de armonía son, por lo tanto, responsables de la evolución, la armonía y el conjunto.

## Recuento
Los resultados del concurso de carnaval se anuncian en la tarde del Miércoles de Ceniza, en Río de Janeiro, y en la tarde del Martes de Carnaval, en São Paulo. En ambas ciudades hay una especie de ceremonia en la que se instalan puestos en el sambódromo local. Se instalan carpas donde representantes de cada escuela se paran y anotan los puntajes a medida que se dan a conocer, haciendo los cálculos. El presidente de la liga hace sus comentarios finales sobre el carnaval de ese año, lee en voz alta cualquier pérdida de puntos otorgados a cada escuela y luego comienza a leer las puntuaciones.
Las gradas están abiertas al público y el precio de la entrada suele ser un kilo de alimentos no perecederos. Tanto en Río como en São Paulo y Porto Alegre, el evento, que dura entre media hora y una hora, es retransmitido por televisión (en el caso de Porto Alegre, la retransmisión se hizo para el estado de Río Grande del Sur), que instala cámaras para seguir en tiempo real el movimiento dentro de las canchas de las escuelas favoritas al título, donde se reúnen socios y aficionados que no han acudido al sambódromo para ver desde allí el evento. 
Actualmente, las puntuaciones varían entre 9 y 10 en Río y São Paulo, permitiéndose el desdoblamiento en ambos carnavales. En Río y São Paulo, se descarta la nota más baja de cada categoría.
Sin embargo, este sistema ha cambiado varias veces en estas ciudades. En Río y São Paulo, hasta principios de la década de 2000, el fraccionamiento era de medio punto como máximo, y ha habido años en los que también se eliminó la puntuación más alta otorgada a cada escuela; la eliminación de la puntuación más baja también ha formado y dejado de formar parte de la regla en numerosas ocasiones. En Río de Janeiro, la nota más baja en el mismo período era de 5, permitiéndose la nota de 0 (cero) sólo en caso de que no se presentara la parcela.
No es raro que las notas dadas por los jueces sean muy contestadas, tanto por los aficionados como por los miembros de las escuelas que se sienten perjudicadas, generando muchas quejas después del final del desfile. Algunos resultados polémicos han acabado en los tribunales. Fue el caso de la escuela de samba Acadêmicos de Santa Cruz, que desfiló a oscuras en el carnaval de 1991 debido a un apagón y no fue calificada. En 2012, se produjo un disturbio durante el recuento del carnaval de São Paulo cuando uno de los líderes de la escuela de samba Império de Casa Verde saltó la barandilla e invadió el lugar donde se leían las puntuaciones. Rompió los sobres durante la lectura del último punto. Se produjeron disturbios y algunos carros alegóricos fueron incendiados mientras los aficionados de Gaviões da Fiel se dispersaban del sambódromo. El líder fue detenido por la policía y Mocidade Alegre, que hasta entonces lideraba el recuento, fue aclamada campeona. Desde entonces, el recuento de puntuaciones en el carnaval de São Paulo está cerrado al público. 

## Desfile de campeones
Se trata de un desfile establecido en la década de 1980 en Río de Janeiro, donde las mejores escuelas de samba del Grupo Especial desfilan de nuevo en el sambódromo el fin de semana después del Carnaval. Este desfile no tiene carácter competitivo sino que es una especie de fiesta para coronar a las mejores escuelas del año, donde los juerguistas pueden desfilar más despreocupados.
En São Paulo, por ejemplo, el desfile de los campeones tiene lugar entre la noche del viernes después del Carnaval y la madrugada del sábado (para no competir con el desfile de Río). En Río, en cambio, el desfile se celebra tradicionalmente desde la noche del sábado hasta el amanecer del domingo. En Río de Janeiro, hasta la década de 1990, las escuelas promovidas del Grupo de Acceso también participaban en el desfile de campeones, algo que continúa en São Paulo. La participación del Cento Carnevale D'Italia italiano también se consideraba una tradición en Río. En 1985, acontecimiento considerado histórico para los miembros de Nenê de Vila Matilde, fue cuando la escuela fue invitada a participar en el desfile de los campeones en Río de Janeiro, en una época en que el carnaval de São Paulo era mucho menos popular y aún no tenía un espacio propio..
Sin embargo, no siempre el desfile de los campeones ha sido una ocasión puramente festiva: muchas escuelas han aprovechado el día para protestar contra el resultado final del campeonato. Quinto clasificado en 2005, el Vai-Vai no participó en el desfile de aquel año. Unidos do Viradouro desfiló el sábado de campeones con miembros ataviados con narices de payaso y pancartas de protesta. 
En 2013, el desfile de campeones, que hasta entonces se retransmitía por televisión, no se emitió y hubo entendimientos de que podría haber otro desfile de campeones en Río de Janeiro, en el sambódromo, esta vez en la Serie A. En 2015, sólo se mostró por internet. 

## Cobertizos

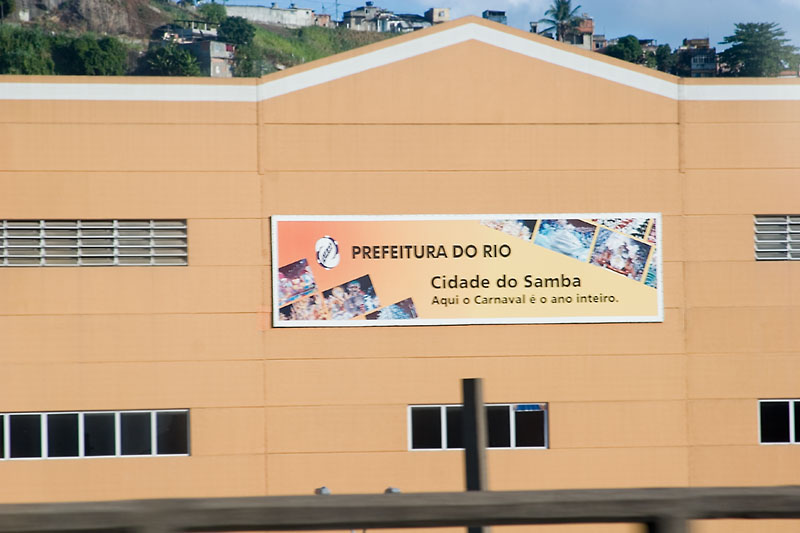
Cidade do Samba Joãozinho Trinta en Río de Janeiro

En Río de Janeiro, los galpones de las escuelas de samba del Grupo Especial están reunidos en un gran complejo llamado Cidade do Samba. En el pasado, los galpones ocupaban almacenes abandonados en la zona degradada del puerto de Río de Janeiro. Eran lugares insalubres que entrañaban diversos riesgos para las actividades. La inauguración de la "Cidade do Samba" en 2005 fue un impulso para la revitalización de la zona.
Todavía existe un proyecto para construir una versión similar, en el barrio de São Cristóvão, para las escuelas de samba de la Serie A y mirims. Esto evitaría las malas condiciones de trabajo y los riesgos a los que están sometidos adherentes, carpinteros, pintores y escultores, además de garantizar a las escuelas un local fijo para realizar sus actividades mientras permanezcan en el grupo  y otro similar para las escuelas afiliadas a AESCRJ.
Sin embargo, en 2011, a falta de un mes para el Carnaval, la Cidade do Samba sufrió un gran incendio que se llevó por delante cuatro cobertizos por completo. Por suerte, no hubo heridos, pero los preparativos para los desfiles de las escuelas de samba Grande Rio, União da Ilha y Portela se vieron seriamente comprometidos ese año. Días después se decidió que no serían juzgadas y no disputarían el campeonato con las demás escuelas.
En São Paulo está en construcción la Fábrica dos Sonhos, modelo similar a la Cidade do Samba. En otras ciudades todavía hay galpones cerca de los lugares de desfile, como en Cabo Frío, Manaus, Macapá y Porto Alegre.

## En la cultura popular

### Cine
- La película "Trinta", de Paulo Machline (2013), cuenta la vida del carnavalesco Joãosinho Trinta. [131]
- La película Jonas (2016), de Lô Politi, cuenta la historia de un joven que secuestra a la hija del patrón de su madre, de la que siempre ha estado enamorado, y la mantiene como rehén dentro de un flotador con forma de ballena en São Paulo. [132]

### Literatura
- El libro infantil A Rainha de Bateria, de Martinho da Vila (2009), cuenta la historia de una niña que vive cerca de una escuela de batería y se convierte en reina del tambor.
- La novela Desde que o samba é samba, del escritor carioca Paulo Lins (2012), cuenta la creación de la primera escuela de samba en Estácio, en la década de 1920. [133]
- La trama de la novela El gran día, del escritor suizo Pierre Cormon (2024), gira en torno a un desfile de la imaginaria escuela de samba Unidos de Madureira . [134]

## Escuelas de samba en el mundo

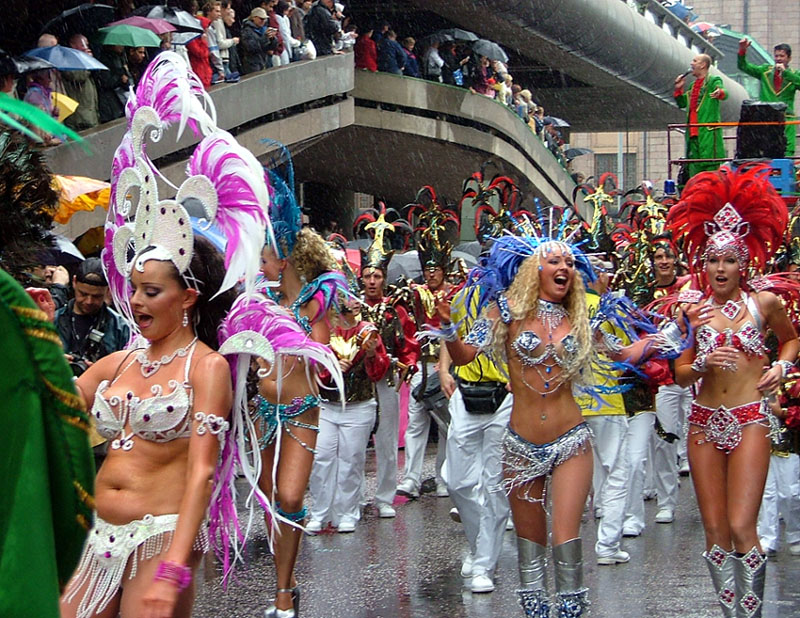
Escola de samba Império do Papagaio, de Helsinki, Finlandia, durante el carnaval de 2004